# Miet Warlop
Miet Warlop, née en 1978, est une artiste de scène belge plasticienne de formation, qui travaille sur la performance depuis le début des années 2000.

## Biographie
Miet Warlop est née à Torhout (Belgique). Elle est titulaire d'un master en arts visuels, elle a obtenu son diplôme à l'Académie royale des beaux-arts de Gand.
Elle est présentée pour la première fois au Hebbel am Ufer (en) avec Nervous Pictures en novembre 2012. En 2013, ses œuvres ont été présentées à la Triennale balte d'art international-Vilnius, à la Lisson Gallery de Londres, et à la Blueproject Foundation de Barcelone. Elle participe à la Berliner Theatertreffen dans le cadre du Stückemarkt des Berliner Theatertreffens (de) en 2014. Après Dragging the Bone en 2015, sa performance Fruits of Labor est présentée à Hebbel am Ufer. Son spectacle One song est créé à au Festival d'Avignon en 2022.

## Créations
- 2010 : Springville
- 2012 : Nervous Pictures
- 2012 : Mystery Magnet[2]
- 2015 : Dragging the Bone
- 2017 : Fruits of Labor[3]
- 2022 : After All Springville[4]
- 2022 : One song, au Festival d'Avignon 2022[5]